# Rabou

Rabou este o comună în departamentul Hautes-Alpes, Franța. În 1 ianuarie 2022 avea o populație de 90 de locuitori.